# Volzjskij

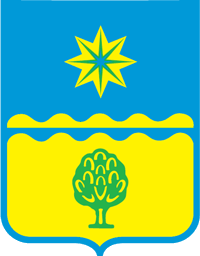
Stadens vapen.

Volzjskij (ryska: Во́лжский) är den näst största staden i Volgograd oblast i Ryssland, och är belägen vid floden Volga, ungefär 2 mil nordost om Volgograd. Staden hade 326 602 invånare i början av 2015.